# Жукув (Нижньосілезьке воєводство)
Жукув (пол. Żuków, нім. Suckau) — село в Польщі, у гміні Польковиці Польковицького повіту Нижньосілезького воєводства.
Населення — 146 осіб (2011).
У 1975-1998 роках село належало до Легницького воєводства.

## Демографія
Демографічна структура станом на 31 березня 2011 року:
|          | Загалом | Допрацездатний вік | Працездатний вік | Постпрацездатний вік |
| -------- | ------- | ------------------ | ---------------- | -------------------- |
| Чоловіки | 77      | 17                 | 55               | 5                    |
| Жінки    | 69      | 11                 | 46               | 12                   |
| Разом    | 146     | 28                 | 101              | 17                   |